# The Sound of White
The Sound of White è il primo album in studio della cantante australiana Missy Higgins, pubblicato nel 2004.

## Tracce
Versione internazionale
1. All for Believing – 3:27
2. Ten Days – 3:45
3. Scar (Jay Newland Mix) – 3:32
4. Don't Ever – 2:52
5. Nightminds – 3:13
6. Unbroken – 3:41
7. Any Day Now – 3:51
8. Katie – 3:35
9. The River – 4:23
10. The Special Two – 4:27
11. This Is How It Goes – 3:28
12. The Sound of White + They Weren't There (traccia nascosta) – 9:06